# Григорьевка (Бугурусланский район)
Григорьевка — село в Бугурусланском районе Оренбургской области в составе Полибинского сельсовета.

## География
Находится на правом берегу реки Мочегай на расстоянии примерно 41 километр по прямой на восток-северо-восток от центра города Бугуруслан.

## История
Деревня основана в 1811 г. государственными крестьянами «из новокрещённой мордвы». 38 семей (95 мужчин) из деревни  Кызыл Яр (Красный Яр, ныне Михайловка) Уфимского уезда заселили её в соответствии с указом Казённой палаты Оренбургской губернии № 6803 от 22 августа (3 сентября) 1811 г. Ещё 4 семьи (39 мужчин) переехали в том же году по увольнительному письму из деревни  Кузькино (Ареус) Ашировской волости. По  ревизии 1834 г. состояла из 45 дворов, в которых жили 400 человек (179 мужчин и 221 женщина). К 1858 г. число жителей увеличилось до 839 (408 мужчин и 431 женщина). В 1874 году после постройки деревянной Михаило-Архангельской церкви с колокольней получила статус села.
До 1850 г. также упоминалась под названием Мочегай. Сейчас это название носит  другое село, возникшее позже.

## Население
Население составляло 186 человек в 2002 году (русские 38 %, мордва 62 %), 132 по переписи 2010 года.